# Cheung Chi Doy
Cheung Chi Doy (in cinese: 張子岱; Hong Kong, 30 luglio 1941) è un ex calciatore hongkonghese naturalizzato taiwanese di ruolo attaccante.

## Biografia
Anche il padre Chang King Hai ed il fratello Cheung Chi Wai sono stati calciatori.

## Carriera

### Club
Ha iniziato la carriera nel Tung Wah. Nel 1960 si trasferisce in Inghilterra per giocare nel Blackpool da cui era stato notato durante il tour dei Tangerines in Asia e Australia, primo giocatore di etnia cinese a militare nel massimo campionato inglese. Con i Tangerines Cheung Chi Doy giocò solo due incontri, segnando una rete contro il Sheffield Weds. Pur avendo giocato poco, egli apprezzò l'esperienza europea, affermando che grazie alla disciplina ed ai duri allenamenti tornò in patria più forte.
Terminata l'esperienza inglese torna ad Hong Kong per giocare con il Yuen Long e poi con il Kwong Wah.
Nella stagione 1963-1964 vince il campionato in forza al Kitchee, oltre che la Hong Kong Senior Challenge Shield 1963-1964.
Dal 1964 al 1968 è in forza al Sing Tao, ove nella stagione 1966-1967 gioca anche il fratello Cheung Chi Wai.
Nel 1968 si trasferisce in America per giocare, insieme al fratello, con i canadesi del Vancouver Royals, impegnato nella prima edizione della North American Soccer League. A stagione in corso passa al St. Louis Stars, con cui ottiene il terzo posto nella Gulf Division.
Terminata l'esperienza americana ritorna in patria per giocare nel Jardines, con cui vince il campionato 1969-1970 e la Viceroy Cup 1969-1970.
Dopo una stagione nei Fire Services, passa all'Happy Valley con cui vince la Viceroy Cup 1975-1976 e la Hong Kong Senior Shield 1977-1978.

### Nazionale
Cheung Chi Doy ha vestito la maglia della nazionale taiwanese.

## Palmarès
- Campionato di calcio di Hong Kong: 2

Kitchee: 1963-1964
Jardines: 1969-1970
- Hong Kong Senior Challenge Shield: 1

Kitchee: 1963-1964
Happy Valley: 1977-1978
- Hong Kong Viceroy Cup: 2

Jardines: 1969-1970
Happy Valley: 1975-1976